# Ark: Survival Evolved
Ark: Survival Evolved es un videojuego de acción-aventura y supervivencia desarrollado por Studio Wildcard, Instinct Games, Efecto Studio y Virtual Basement. Se lanzó oficialmente el 29 de agosto de 2017 para Windows, Xbox One, Nintendo Switch, PlayStation 4, IOS y Android. El acceso adelantado al juego comenzó para Windows el 2 de junio de 2015, para OS X y Linux el 1 de julio de 2015, y el programa Game Preview en Xbox One el 16 de diciembre de 2015. Los desarrolladores han confirmado que el juego será 100 % compatible con PlayStation VR, el dispositivo de realidad virtual de PlayStation. 
En el juego, los jugadores deben sobrevivir en un mundo lleno de dinosaurios y otros animales prehistóricos, además de entes tecnológicos altamente desarrollados los cuales serán tratados en profundidad durante las numerosas batallas con los jefes encontrados a lo largo del juego, que deambulan por el mapa, peligros naturales y otros jugadores potencialmente hostiles. Hay variedades de frutas, verduras y alimentos que se pueden usar para saciar el hambre, crear narcóticos para domesticar animales salvajes o para crear cultivos propios más beneficiosos que las plantas silvestres.
Se puede jugar en primera o tercera persona o en cámara libre, cambiando entre estos modos mediante el menú interactivo. El mundo se puede recorrer a pie, navegando en barca, montando un dinosaurio o en uno de los muchos métodos de transporte que aprenderás a hacer a medida que subes de nivel. 
Los jugadores pueden usar armas de fuego, armas improvisadas y numerosas trampas en contra criaturas hostiles, con la posibilidad de construir bases con total libertad para defenderse con grandes muros o instrumentos defensivos. Las armas se pueden personalizar utilizando objetos del entorno y pintura. 
Hay un modo de un jugador y un modo multijugador. El límite de jugadores en línea varía dependiendo del servidor, pudiendo haber hasta cien jugadores en un mismo mapa.
El desarrollo comenzó en octubre de 2014. El equipo de desarrollo ha llevado a cabo investigaciones sobre la apariencia física de los dinosaurios, aunque tomó alguna licencia creativa para fines de juego. Uno de sus modos de juego, Survival of the fittest, se lanzado como juego aparte de manera gratuita en marzo de 2016. Éste no contiene historia del juego original si no que son cortas partidas independientes, siendo su objetivo sobrevivir durante más tiempo que los demás jugadores.

## Expansiones
El juego cuenta con cinco expansiones o DLC, que se basan en diferentes mapas y presentan una mayor variedad de dinosaurios en comparación con los que aparecen en The Island (uno de los mapas incluidos con la compra del juego). Además, hay seis mapas gratuitos que no son canónicos dentro de la historia.

### Scorched Earth
El primer DLC, que salió a la venta por 19,99 €, fue Scorched Earth. Añade once nuevas criaturas (algunas también se pueden encontrar en otros mapas mientras que otras son exclusivas de este mapa), más de cincuenta nuevos objetos, un nuevo jefe y un nuevo mapa.
A diferencia de The Island, este mapa es un desierto, por lo que el calor y la obtención de agua se convierten en obstáculos desafiantes. Aunque existe un objeto fabricable para obtener agua y animales como el Jugbugs o el Morellatops que pueden ayudar, conseguir agua de forma natural es muy complicado, por lo que las tuberías para transportar agua de un sitio a otro se vuelven vitales para evitar morir de calor. 
En este mapa hay tres fenómenos naturales: la tormenta de arena, que reduce la visibilidad y hace que tu personaje pierda energía más rápidamente; las tormentas eléctricas, que anulan temporalmente los dispositivos eléctricos y evitan que las armas de fuego funcionen; y las olas de calor, que reducen la cantidad de agua en tu cuerpo a una velocidad mucho mayor que en condiciones normales y pueden provocar rápidamente un ataque al corazón.

### Aberration
La segunda expansión, que se puede comprar por 19,99 €, es el mapa de Aberration. Este contenido se basa en un mundo subterráneo y agrega quince nuevas criaturas que solo se encuentran en este mapa.El jugador empieza en una ARK dañada cuya atmósfera interna se ha filtrado, resultando en una superficie áspera con radiación intensa y una gran cantidad de exuberantes biomas subterráneos. Con los sistemas de mantenimiento de esta ARK funcionando mal, los numerosos peligros, las criaturas como Featherlight, Bulbdog, Glowtail y Shinehorn y la naturaleza del entorno presentan un nuevo y emocionante mundo que explorar y dominar.

### Extinction
En este contenido adicional, encontraremos un futuro devastado por la corrupción que plaga tanto a los animales como a los edificios. La corrupción convierte a los dinosaurios en criaturas más agresivas, por lo que ya no se les puede domar. Sin embargo, en el centro del mapa aparece una ciudad futurista que sirve como refugio de los dinosaurios. Fuera de esta zona segura, la pérdida de comida y el encuentro con criaturas corruptas aumenta drásticamente. El mapa tiene dos cúpulas: una que representa un desierto y otra que representa una región nevada. Además, cuenta con una cueva de pantano y una zona de bosque. Esta tercera expansión de Ark se lanzó inicialmente para Steam por 19,99 € y, unas semanas después, para las demás plataformas.

### Genesis
Este DLC se divide en dos partes. En esta primera expansión, lanzada al público el 25 de febrero de 2020, nos ubicamos en una especie de simulación de un mundo dividido en cinco biomas, donde en cada uno de ellos podemos encontrar diferentes criaturas, como el Magmasaurio o el adorable pero peligroso Ferox. También podemos encontrar variantes de las criaturas originales llamadas "X-Creatures".

### Genesis 2
Esta segunda expansión se lanzó el 26 de mayo de 2021. En esta ocasión, se nos presentan los acontecimientos que ocurrieron después de la primera parte, donde nos encontramos en una nave con las últimas esperanzas de vida. Aquí tendremos que enfrentarnos a un viejo enemigo y a nuevas criaturas como el Shadowmane y el escurridizo Noglin. También estarán presentes las criaturas "R-Creatures", que, dependiendo del anillo al que pertenezcan, tendrán un aspecto estético distinto.

## Modo de Juego
ARK: Survival Evolved es un juego de acción-aventura y supervivencia que utiliza una vista de primera persona, con la posibilidad de utilizar una de tercera persona en algunos casos. Para sobrevivir, los jugadores deben establecer una base, con una hoguera y armas; actividades adicionales, como la domesticación y alimentación de los dinosaurios, requieren más recursos. El primer mapa del juego, conocido como «The Island», es de aproximadamente 48 kilómetros cuadrados; aproximadamente 36 kilómetros cuadrados de masa terrestre, con 12 kilómetros cuadrados de océano.
Para construir una base los jugadores deben conseguir componentes de estructuras tales como pisos, ventanas y puertas, que se obtienen al progresar en el juego y subir niveles. Estos componentes pueden ser hechos y colocados en el mundo. Los jugadores pueden construir cualquier estructura, siempre y cuando dispongan de los recursos y la logística para ello; la integridad estructural se ve comprometida cuando los cimientos y las columnas son destruidas.
Los jugadores pueden también crear objetos, como armas, que pueden ser conseguidas reuniendo los recursos y la tecnología necesaria para su fabricación. Adicionalmente, pueden crear y añadir accesorios a las armas, como una Mira telescópica o una linterna para pistolas y metralletas. Cuando los jugadores sufren daño, su salud se regenerara gradualmente si consumen la comida necesaria, o si crean objetos que den una regeneración de salud más rápida.
Existen ciento cuarenta tipos diferentes de dinosaurios y animales en el juego, que pueden ser domados alimentándolos pasivamente (acercándose y dándoles la comida) o agresivamente dándoles la comida adecuada tras haberlos dejado inconscientes. Sin embargo, hay algunos que no se pueden domar. Una vez domado, los jugadores pueden acceder a las habilidades del dinosaurio (como volar o nadar rápidamente bajo el agua), así como a sus estadísticas, tales como velocidad, salud y daño.
Cuando se toma el control de estas habilidades, los jugadores pierden el control de sus propias armas. Al montar en grandes dinosaurios, otros jugadores pueden montar a lado con el control total de sus armas y habilidades. También pueden usarse para transportar objetos, y los jugadores pueden dar órdenes ofensivas o defensivas a ellos; por ejemplo, se puede asignar a un grupo de Utahraptors a defender la base, o mandar a Triceratops a atacar una base enemiga.
El juego también cuenta con otras especies prehistóricas, como el dodo, los dientes de sable y el mamut lanudo, además de insectos gigantes como las Meganeuras y Titanomyrmas. En el juego, cada criatura tiene su ecosistema y sus depredadores naturales.